# Choroideremie
Die Choroideremie (CHM), veraltete Schreibweise Chorioideremie, ist eine sehr seltene angeborene Erkrankung mit fortschreitender Atrophie der Aderhaut beim männlichen Geschlecht.
Das Wort kommt von altgriechisch χόριον chórion, deutsch ‚Haut‘, altgriechisch εἶδος eîdos, deutsch ‚das zu Sehende, Gestalt‘ und altgriechisch ἔρημος érēmos, deutsch ‚verlassen‘.
Synonyme sind: Tapetochoroidale Dystrophie; Tapeto·Chorioideale Degeneration, progressive; Tapeto-Chorioideale Degeneration
Die Erstbeschreibung stammt aus dem Jahre 1872 durch den österreichischen Augenarzt Ludwig Mauthner.

## Verbreitung
Die Häufigkeit wird mit 1 zu 50000 bis 1 zu 100,000.angegeben, die Vererbung erfolgt X-chromosomal rezessiv.

## Ursache
Der Erkrankung liegen Mutationen im CHM-Gen auf dem X-Chromosom Genort q21.2 zugrunde, welches für das Rab-Escortprotein (REP)-1 der Ras-verwandten GTPase Rab kodiert.
Mutationen im CHM-Gen führen zu einer gestörten Assoziation des Rab-Proteins mit den Donor-Membranen und damit zum Zelltod.

## Klinische Erscheinungen
Klinische Kriterien sind:
- Manifestation hauptsächlich beim männlichen Geschlecht mit Erblindung, bei Merkmalsträgerinnen nur geringe Pigmentveränderungen am Augenhintergrund ohne Beeinträchtigung der Sehschärfe
- fortschreitende Degeneration der Choroidea, der Retina und deren Pigmentepithel (RPE)
- Beginn im ersten oder zweiten Lebensjahrzehnt mit Nachtblindheit, später ringförmiges Skotom mit abnehmender Sehschärfe oft erst als Erwachsener

## Diagnose
Die Diagnose ergibt sich aus der augenärztlichen Untersuchung:
Pigmenttüpfelung am Augenhintergrund, fokale Atrophie der Choroidea, im Endstadium erhebliche degenerative Veränderungen des RPE, nur noch Reste der Choroidea-Gefäße in der Makula, der äußersten Peripherie und in der Nähe des Discus nervi optici.
Bei den Überträgerinnen können Fundusanomalien vorliegen.

## Differentialdiagnosen
Abzugrenzen sind:
- Retinopathia pigmentosa
- Usher-Syndrom Typ 1
- Atrophia gyrata der Chorioidea und Retina

## Therapie
Eine kausale Behandlung existiert bislang nicht, es befinden sich Studien zur Gentherapie in der klinischen Entwicklungsphase.